# Полынский, Сергей Михайлович
Серге́й Миха́йлович Полы́нский (16 сентября 1981, Сестрорецк) — российский трековый велогонщик, с 2000 года — член сборной России по командному спринту и кейрину. Чемпион всероссийских первенств, призёр и победитель этапов Кубка мира, участник летних Олимпийских игр в Пекине. На соревнованиях представляет город Санкт-Петербург и спортивное общество «Динамо», мастер спорта международного класса.

## Биография
Сергей Полынский родился 16 сентября 1981 года в городе Сестрорецке. Активно заниматься велоспортом начал в раннем детстве, проходил подготовку в сестрорецкой специализированной детско-юношеской спортивной школе олимпийского резерва им. В. Коренькова и в тульской школе высшего спортивного мастерства, в разное время тренировался под руководством таких специалистов как Н. К. Дегтярев, Т. А. Алексеева, С. В. Соловьев, П. И. Рыбин, А. А. Толоманов. Состоит в физкультурно-спортивном обществе «Динамо».
Впервые вошёл в состав российской национальной сборной в 2000 году, в 2003 и 2004 годах становился чемпионом России по трековому велоспорту. Первого серьёзного успеха на международном уровне добился в 2005 году, когда в командном спринте выиграл бронзовую медаль на этапе Кубка мира в Москве. Благодаря череде удачных выступлений удостоился права защищать честь страны на летних Олимпийских играх 2008 года в Пекине — участвовал в программах кейрина и мужского командного спринта, в первом случае занял двадцать первое место, во втором двенадцатое.
После пекинской Олимпиады Полынский остался в основном составе российской национальной сборной и продолжил принимать участие в крупнейших международных гонках. Так, в 2011 году он одержал победу в командном спринте на этапе Кубка мира в Германии. При этом неоднократно попадал в число призёров всероссийских первенств: в спринте, гите и кейрине.
Имеет высшее образование, окончил Санкт-Петербургскую государственную академию физической культуры имени П. Ф. Лесгафта (ныне Национальный государственный университет физической культуры, спорта и здоровья имени П. Ф. Лесгафта). За выдающиеся спортивные достижения удостоен почётного звания «Мастер спорта России международного класса».